# Rivière aux Orignaux (fleuve Saint-Laurent)
Pour les articles homonymes, voir Orignal (homonymie).
La  rivière aux Orignaux est un affluent de la rive sud du fleuve Saint-Laurent. Cette rivière coule dans la municipalité de Sainte-Sophie-de-Lévrard, Saint-Pierre-les-Becquets et dans le secteur de Gentilly de la ville de Bécancour et dans la municipalité régionale de comté (MRC) de Bécancour, dans la région administrative du Centre-du-Québec, au Québec, au Canada.

## Toponymie
Le nom de la rivière apparait sur une carte de 1858. Elle souligne la présence ancienne de l'orignal au Centre-du-Québec. Elle a aussi été connue sous le nom de ruisseau Chaud.

## Géographie
Les principaux bassins versants voisins de la rivière aux Orignaux sont :
- Côté nord : ruisseau de la Plaine, fleuve Saint-Laurent, Petite rivière du Chêne ;
- Côté est : ruisseau des Sources, Petite rivière du Chêne ;
- Côté sud : ruisseau des Ours, rivière aux Glaises, ruisseau Bras Chaud, rivière Beaudet, rivière Gentilly ;
- Côté ouest : fleuve Saint-Laurent, rivière du Moulin.

La rivière des Orignaux prend sa source en zone agricole au sud du village de Sainte-Sophie-de-Lévrard, à la confluence du ruisseau Bras Chaud (prenant sa source dans Sainte-Marie-de-Blandford) et du Bras de Cretons (prenant sa source dans Lemieux).
À partir de sa zone de tête, la rivière aux Orignaux coule sur 31,2 km répartis selon les segments suivants :
Cours supérieur de la rivière
- 0,9 km vers le nord-est, jusqu'à une route de campagne ;
- 3,3 km vers le nord-est, en serpentant jusqu'au chemin Saint-Agathe ;
- 0,6 km vers le nord, en serpentant et en formant une courbe vers l'ouest, en revenant jusqu'au chemin Saint-Agathe ;
- 4,2 km vers le nord, en passant à l'est du village de Sainte-Sophie-de-Lévrard et en serpentant jusqu'à la route 226 où elle recueille les eaux du Ruisseau du Bass du Sixième Rang ;
- 2,9 km vers le nord-ouest, en serpentant jusqu'à la route du rang Saint-Ovide ;
- 2,9 km (ou 1,6 km en ligne directe) vers le nord-ouest, en serpentant jusqu'à la route du rang Saint-François-Xavier où elle recueille les eaux du Ruisseau Zéphirin-Mailhot ;

Cours inférieur de la rivière
À partir de la route du rang Saint-François-Xavier (soit à l'est du village de Sainte-Cécile-de-Lévrard, la rivière coule sur :
- 4,0 km (ou 1,3 km en ligne directe) vers le sud-ouest, en serpentant jusqu'à la route 218 ;
- 5,2 km (ou 1,9 km en ligne directe) vers le sud-ouest, en serpentant et en passant au sud du village de Sainte-Cécile-de-Lévrard, jusqu'à la route du rang Sainte-Cécile ;
- 3,0 km (ou 2,0 km en ligne directe) vers le sud-ouest, en serpentant jusqu'à la route du rang Saint-Charles ;
- 3,6 km (ou 1,8 km en ligne directe) vers l'ouest, en serpentant jusqu'à la route 132 ;
- 0,6 km vers l'ouest, jusqu'à sa confluence.

La rivière aux Orignaux se déverse à la pointe de la Rivière aux Orignaux, sur la rive sud de l'estuaire fluvial du Saint-Laurent, à l'extrême est du territoire de la ville de Bécancour (secteur Gentilly). Sa conflence est située à 4,6 km au nord-est du centre du village de Gentilly, au sud du village de Saint-Pierre-les-Becquets, à 0,3 km à l'est de la confluence de la rivière aux Glaises et à 2,4 km au nord-est de la confluence de la rivière du Moulin.